# Leslie Landon
Leslie Landon Matthews, född som Leslie Ann Landon den 11 oktober 1962 i Los Angeles i Kalifornien, är en amerikansk före detta skådespelare. Hon medverkade under många år i TV-serien Lilla huset på prärien, där hon mestadels spelade rollen som lärarinnan Etta Plum. Hon är dotter till den framlidne skådespelaren Michael Landon, som spelade rollen som Charles Ingalls (huvudroll) i Lilla huset på prärien.
Landon har åtta syskon, däribland skådespelarna Michael Jr. och Jennifer Landon samt filmregissören Christopher Landon. Hon är sedan 1990 gift med Brian Matthews, med vilken hon har fyra barn. Ett av barnen är dottern Rachel Matthews, som är skådespelare.

## Filmografi

### TV-serier
- 1975–1984 – Lilla huset på prärien (TV-serie)
- 1982 – Father Murphy (TV-serie)